# Stanisław Karczewski (konfederat barski)
Stanisław Karczewski herbu Jasieńczyk (ur. ok. 1745, zm. przed 1783), marszałek ziemi czerskiej w konfederacji barskiej, zesłaniec syberyjski.

## Życiorys
W 1764 podpisał elekcję Stanisława Augusta Poniatowskiego. W lipcu 1769 został potajemnie wybrany marszałkiem konfederackim ziemi czerskiej. 15 grudnia tego roku jego obiór został oficjalnie potwierdzony na zjeździe szlachty mazowieckiej w Czersku.
W czerwcu 1770 pozostające pod jego dowództwem wojska konfederackie zostały rozbite przez Rosjan w bitwie pod Ryczywołem.
30 października brał jeszcze udział w bitwie pod Kutnem.
13 stycznia 1771 pod Broszkowem ciężko ranny, dostał się do rosyjskiej niewoli. W lipcu zesłany został do Tobolska. Pomimo ponawianych próśb, Stanisław August Poniatowski nie wstawił się za nim do okupacyjnych władz rosyjskich. Do kraju powrócił ze zrujnowanym zdrowiem dopiero w 1773 wycofał się z życia publicznego.